# 權海驍
權海驍，（韓語：권해효，1965年11月6日—），韓國男演員。名字常被譯作權海孝、權海虓。

## 演出作品

### 電視劇

#### 1990年代
- 1993年：SBS《遙遠的松巴江》飾演 成漢洙
- 1994年：MBC《爱在你怀里》
- 1994年：SBS《两个侦探》
- 1995年：MBC《酒店》饰演 餐厅主厨
- 1995年：SBS《爱是蓝色的》饰演 吴恩
- 1995年：SBS《LA 阿里郎》饰演
- 1995年：KBS2《好男好女》饰演 珉豪
- 1996年：KBS2《報告長官》饰演 朱在植
- 1996年：KBS2《顏色》（第1話 白色）
- 1996年：MBC《三男三女》饰演 咖啡厅老板
- 1997年：SBS《OK牧场》饰演 飞行教练
- 1997年：MBC《復仇血戰》饰演 张东旭
- 1998年：SBS《恩實啊》饰演 张洛天
- 1998年：SBS《Mr.Q》饰演 高光烈
- 1999年：KBS2《你爱我吗》饰演 李康宰
- 1999年：KBS2《一個美麗的祕密》饰演

#### 2000年代
- 2000年：SBS《爆米花》饰演 吴东锡
- 2000年：MBC 最佳剧场-《被困电梯里的人怎么了？》饰演 秀官
- 2000年：MBC《三个朋友》（客串 第25集）
- 2001年：SBS《传闻中的女人》饰演 朴仁尚
- 2001年：KBS2《東洋劇場》飾演 林善圭
- 2001年：MBC《秋天遇到的男人》飾演 崔泰植
- 2002年：KBS2《冬季戀歌》飾演 金先生
- 2002年：MBC《愛的雲霄飛車》 饰演 张承元
- 2002年：SBS《開朗少女成功記》飾演 周組長
- 2002年：KBS1TV《在你身邊真好》飾演 李智元
- 2003年：MBC《可愛的女人》飾演 江贤宰
- 2004年：SBS《lk|狗饭碗|개밥그릇}}》饰演 郑泰
- 2004年：KBS2《九尾狐外傳》飾演 文警官
- 2005年：SBS《我的愛Toram》飾演 廉東鎬
- 2005年：KBS2《KBS戏剧城-开朗的刘弼万》饰演 金奉洙
- 2005年：MBC《菜鳥上班族》
- 2005年：MBC《我叫金三順》飾演 李賢茂
- 2005年：SBS《爱你，敌人》饰演 权达平
- 2005年：KBS2《玫瑰色人生》 飾演 千原萬
- 2005年：MBC 最佳剧场-《我现在要去摩拜尼亚》
- 2006年：KBS2《人生是感謝的》饰演 金基浩
- 2006年：KBS2 KBS特輯電視劇-《无期告别》 饰演 千万锡
- 2006年：SBS《回來吧順愛》飾演 韓賢忠
- 2006年：KNN《纱丽节》
- 2006年：MBC《狐狸啊，你在做什麼？》飾演 黃勇吉
- 2007年：SBS《戀人啊》飾演 朴廣
- 2007年：MBC《空中情緣》飾演 閔丙光
- 2007年：SBS《黃金新娘》飾演 車必洙
- 2007年：MBC 最佳剧场-《奉宰归来》饰演 朴正熙
- 2008年：KNN、tvN《大发生活》饰演 刘贵哲
- 2008年：MBC《大象》飾演 菊永秀
- 2008年：MBC《你是誰》飾演 殯葬工作業者
- 2009年：SBS《該隱與亞伯》飾演 金進根
- 2009年：PBC《关于金秀焕的最后报告》饰演 龚神父
- 2009年：tvN《三个朋友2009》

#### 2010年代
- 2010年：SBS《濟眾院》飾演 吳忠奐
- 2010年：E Channel《秘密的家安心亭》饰演 尹格俭
- 2010年：EBS《谢谢你让我微笑》
- 2010年：KNN《欢迎来到高里》
- 2011年：KBS2《相信愛》飾演 權起昌
- 2011年：SBS《對我說謊試試》飾演 黃錫峰
- 2012年：KBS2《Dream High 2》飾演 朱正浣
- 2012年：SBS《幽靈》飾演 韓英石
- 2012年：SBS《電視劇帝王》飾演 南雲亨
- 2013年：SBS《結婚的女神》飾演 盧常洙
- 2014年：SBS《天使之眼》飾演 金宇哲
- 2014年：KBS2《Big Man》飾演 邱德奎
- 2014年：MBC《我人生的春天》飾演 李赫秀
- 2014年：SBS《秘密之門》飾演 許筠
- 2015年：SBS 《我的心一閃一閃》飾演 達冠 （特别出演）
- 2015年：tvN 《第二個二十歲》飾演 作家（特别出演）
- 2015年：E Channel、DRAMAcube《Riders：抓住明日》
- 2016年：SBS《戲子》饰演 SBC综艺局局长
- 2016年：SBS《嫉妒的化身》飾演 吳鐘煥
- 2016年：KBS2《再一次初恋》
- 2017年：MBC《自體發光辦公室》飾演 朴常萬
- 2017年：KBS2《內衣少女時代》
- 2019年：tvN《成為王的男人》飾演 申至洙
- 2019年：tvN《請輸入檢索詞WWW》飾演 閔洪柱

#### 2020年代
- 2020年：SBS《無人知曉》飾演 張基浩
- 2020年：KBS2《丧尸侦探》饰演 电影公司代表（特别出演）
- 2021年：JTBC《Undercover》飾演 吳弼在
- 2021年：Netflix《D.P：逃兵追緝令》飾演 安泰雄
- 2022年：JTBC《氣象廳的人們：社內戀愛殘酷史篇》飾演 高奉燦
- 2022年：tvN《王后傘下》飾演 土地先生／劉尚旭
- 2023年：Netflix《D.P：逃兵追緝令2》饰演 安泰雄
- 2023年：Disney+《非法正義》飾演 李俊曄
- 2024年：SBS《财阀X刑警》飾演 李亨準
- 2024年：tvN《不可能的婚禮》飾演 玄代鎬
- 2024年：Netflix《寄生獸：灰色部隊》飾演 金哲民
- 2024年：MBC《我们家》饰演 崔高勉
- 2024年：MBC《白雪公主非死不可—Black Out》饰演 玄溝度
- 2025年：SBS《我们的电影》饰演 李政孝

### 電影

#### 1990年代
- 1992年：《明子、秋子和索尼亚》
- 1994年：《出世》
- 1994年：《九尾狐》
- 1994年：《遊戲規則》飾演 嘴巴
- 1996年：《真正的男子汉》饰演 男子汉
- 1996年：《鬼媽媽》饰演 边周浩
- 1997年：《校园变身》
- 1998年：《我爱上了朋友的姐姐》饰演 宝成（特別出演）

#### 2000年代
- 2001年：《一天》（友情出演）
- 2001年：《禮物》饰演 赫秀
- 2001年：《正義難伸》
- 2002年：《夢中人》饰演 主治医生（友情出演）
- 2002年：《黑帮爱美丽》饰演 崔检察官

#### 2010年代
- 2010年：《伴我走天涯2》饰演 奉久
- 2010年：《大鼻子情聖：戀愛操作團》饰演 权社长（特別出演）
- 2012年：《永無結局的故事》饰演 医生
- 2012年：《在別的國度》饰演 钟秀
- 2012年：《兩個婚禮一個葬禮》饰演 前辈医生（特別出演）
- 2012年：《嫌疑犯X》飾演 隊長
- 2013年：《美娜文具店》（特别出演）
- 2013年：《殺人漫畫》饰演 赵善基
- 2013年：《打救豬玀》饰演 崔庆锡
- 2014年：《熱血沸騰的青春》饰演 大判
- 2014年：《官能的法則》饰演 朴代表
- 2014年：《举报者》饰演 电视台局长（特别出演）
- 2015年：《如此美好》饰演 金社长
- 2015年：《棒球场上的异乡人》（旁白）
- 2015年：《少數意見》饰演 参与庭审的法官
- 2016年：《不要忘記我》饰演 朴京俊（特别出演）
- 2016年：《分瓶》饰演 白社长
- 2016年：《你自己与你所有》饰演 朴宰荣
- 2016年：《模糊的時間》饰演 白基
- 2017年：《清醒夢》饰演 朴局长（友情出演）
- 2017年：《獨自在夜晚的海邊》饰演 天佑
- 2017年：《之后》饰演 奉莞
- 2018年：《消失的夜晚》饰演 警察局长（特别出演）
- 2018年：《快乐在一起》饰演 达洙
- 2018年：《分秒幣爭》飾演 總長
- 2018年：《江邊旅館（朝鲜语：강변호텔）》飾演 慶秀
- 2019年：《我的一级兄弟》飾演 朴神父
- 2019年：《陪審員們（朝鲜语：배심원들）》飾演 法院院長
- 2019年：《老千：獨眼傑克》飾演 權院長
- 2019年：《鲶鱼美琪（朝鲜语：메기 (영화)）》飾演 Maggie的爸爸

#### 2020年代
- 2020年：《半島》飾演 年長者
- 2020年：《福岡》饰演 海骁
- 2020年：《逃走的女人》饰演 郑老师
- 2021年：《女高怪談6：母校》饰演 裴光谋
- 2021年：《謗法：在此矣》饰演 李尚仁
- 2021年：《在你面前》饰演 在源
- 2021年：《泰壹》饰演 韩美社社长（动画配音）
- 2022年：《小说家的电影》饰演 孝镇
- 2022年：《女影人生》饰演 相禹
- 2022年：《塔楼上（英语：Walk Up）》饰演 秉洙
- 2024年：《旅行的需求》饰演 海顺[1]
- 2024年：《老手2》饰演 崔万基
- 2024年：《在溪边》饰演 秋施彦
- 2024年：《波哥大：最后的机会之地》飾演 朴炳章
- 2025年：《大自然对你说了什么》饰演 金五邻
- 2025年：《脸庞》饰演 林东圭

## 事件
2023年12月，大韩民国统一部以涉嫌违反《南北交流合作法》为由对权海骁等电影人展开调查，其担任非营利民间团体“与朝鲜学校在一起的人们铅笔头”的代表。

## 奖项
- 1998年：SBS演技大獎—优秀配角奖《Mr.Q》
- 2017年：第18届釜山电影评论家协会奖—最佳男演员《之后》
- 2024年：MBC演技大奖—最佳角色奖《我们，家》《白雪公主非死不可—Black Out》

## 外部連結
- 權海驍在NAVER上的资料
- 權海驍在Daum上的资料
- 權海驍在韩国电影数据库（KMDb）上的資料（韓語）